# Natalus lanatus
Natalus lanatus is een trechteroorvleermuis (Natalidae).

## Kenmerken
Het is een kleine trechteroorvleermuis, de enige soort van zijn familie waarbij de basis van haren donkerder is dan de punt. De benen en poten zijn harig. De tibia is kort. Het gewicht bedraagt 5 tot 6,5 g, de oorlengte 13,2 tot 15,6 mm, de voorarmlengte 35,4 tot 38,6 mm, de tibialengte 15,5 tot 17,5 mm en de schedellengte 7,8 tot 8,7 mm. Vrouwtjes en mannetjes zijn ongeveer even groot.

## Verspreiding
Deze soort komt voor in Mexico. Hoewel hij waarschijnlijk in grote delen van het land voorkomt, is deze soort tot nu toe alleen gevonden in de staten Chihuahua, Durango, Guerrero, Jalisco, Nayarit, Sinaloa en Veracruz. In eerdere classificaties werd deze soort verward met de veel algemenere Natalus mexicanus (toen nog een deel van Natalus stramineus).